# Pierre Brochand
Pierre Brochand (* 4. Juli 1941 in Cannes) ist ein ehemaliger französischer Diplomat, zuletzt im Rang eines Botschafters.

## Leben
Pierre Brochand ist der Sohn von Paul Brochand, einem Buchhalter. Nach Eintritt in den diplomatischen Dienst arbeitete er zunächst von 1968 bis 1971 in der Zentrale. Von 1971 bis 1973 war er Botschaftssekretär erster Klasse in Saigon, von 1973 bis 1975 war er Botschaftsrat in Saigon. Von 1975 bis 1979 war er Botschaftsrat in Bangkok. Von 1979 bis 1982 war er Generalkonsul in San Francisco. Von 1982 bis 1985 diente er in der Abteilung Asien und Pazifik, von 1985 bis 1989 war er beim UN-Hauptquartier beschäftigt. Von 23. Dezember 1989 bis 5. August 1993 war er Botschafter in Budapest. Von 13. August 1993 bis 16. November 1995 war er Botschafter in Tel Aviv. Von 1995 bis 1998 leitete er die Abteilung Verwaltung in der Zentrale. Von 23. Dezember 1998 bis 11. Oktober 2002 war er Botschafter in Lissabon.
Vom 25. Juli 2002 bis zum 9. Oktober 2008 leitete er den französischen Auslandsnachrichtendienst Direction Générale de la Sécurité Extérieure.
Pierre Brochand ist Absolvent der HEC Paris und der ENA.
| Vorgänger              | Amt                                                                 | Nachfolger                        |
| ---------------------- | ------------------------------------------------------------------- | --------------------------------- |
| Christiane Malitchenko | Französischer Botschafter in Ungarn 1989–1993                       | François Nicoullaud               |
| Jean-Louis Marie Lucet | Französischer Botschafter in Israel 1993–1995                       | Jean-Noël de Bouillane de Lacoste |
| —                      |                                                                     | —                                 |
| René Ala               | Französischer Botschafter in Portugal 1998–2002                     | Daniel Lequertier                 |
| Jean-Claude Cousseran  | Direktor des Direction Générale de la Sécurité Extérieure 2002–2008 | Erard Corbin de Mangoux           |